# Теорема Линника о разложении свёртки нормального распределения и распределения Пуассона
Теорема Линника о разложении свертки нормального распределения и распределения Пуассона — обобщение теоремы Крамера о нормальном распределении и теоремы Райкова о распределении Пуассона на свертки нормального распределения и распределения Пуассона.

## Формулировка
Пусть распределение случайной величины {\displaystyle \xi } является сверткой нормального распределения и распределения Пуассона и пусть {\displaystyle \xi } может быть представлена в виде суммы двух независимых случайных величин {\displaystyle \xi =\xi _{1}+\xi _{2}}. Тогда распределения случайных величин {\displaystyle \xi _{1}} и {\displaystyle \xi _{2}} также являются свертками нормальных распределений и распределений Пуассона.

### Замечание
- Теорема Линника означает, что свертка нормального распределения и распределения Пуассона принадлежит классу Линника {\displaystyle I_{0}}, то есть не имеет неразложимых делителей.